# ドメニコ・ドラゴネッティ

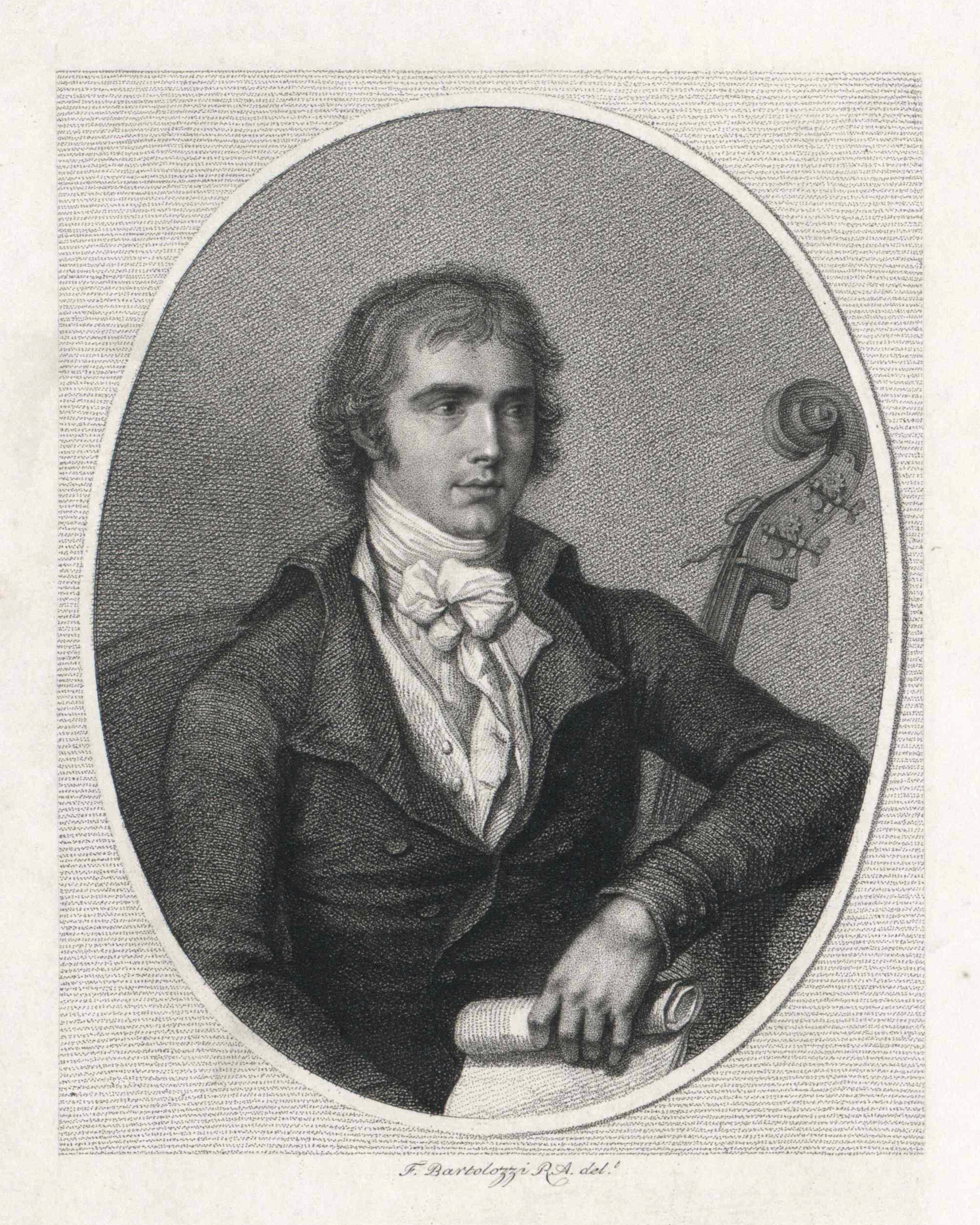
愛器（ガスパロ・ダ・サロ作）を持つドメニコ・ドラゴネッティ

ドメニコ・ドラゴネッティ（Domenico Carlo Maria Dragonetti, 1763年4月7日 - 1846年4月16日）は、イタリアのコントラバス奏者、作曲家である。

## 人物
生まれて30年間を故郷で過ごし、喜劇オペラ、サン・マルコ寺院、ヴィチェンツァのグランド・オペラで働いた。その間に、彼の名は徐々にヨーロッパ全土にわたって知られるようになり、1794年のロシア皇帝から招待されるなどいくつかの招待を受けたが、彼はそれを断っている。結局、彼はロンドンの王立劇場オーケストラの一員となる誘いを受けて、残る生涯はかの地で暮らした。
50年にわたり、王配アルバート公やリンスター公爵のような有力者が集まる社交パーティーや、ロンドン楽友協会（Royal Philharmonic Society）のコンサートなど、イギリス首都における音楽行事には欠かせない人物となった。
彼はハイドンやベートーヴェンとも親交があり、ウィーンを何度か訪れ、彼らにコントラバスをソロ楽器として使う可能性を示している。それまでは、オーケストラの譜面ではチェロとコントラバスを同じパート譜にするのが普通だったが、ドラゴネッティの演奏技術の影響で、コントラバスのパート譜をチェロのパート譜とは別に変えるようになった。彼の名はまた、彼が生涯をかけて改良したドラゴネッティ弓を通じても今日に伝わっている。

## 経歴

### ヴェネツィア　1763-1794
ドラゴネッティは、ヴェネツィアにて、床屋で素人音楽家だったピエトロ・ドラゴネッティとカテリーナ・カレガーリの間に誕生した。彼は、父の楽器を使い、自分からギターとコントラバスを弾きはじめた。まもなく、ヴァイオリン奏者で舞踏曲の作曲家だったドレッティが彼を見出し、市中の人前で演奏するときに彼を伴うようになった。12歳で、彼はヴェネツィアで最高のコントラバス奏者だったベリーニに師事した。ベリーニはたった11回レッスンしただけで、既にこの子には教えることが何も無いと判断した。13歳で、ドラゴネッティはヴェネツィアの喜劇オペラの首席奏者に指名された。14歳のとき、彼は聖ベネデット劇場のグランド・オペラの首席コントラバス奏者となった。
18歳位のとき、トレヴィーゾにて、彼はトマジーニのカルテットに誘われた。そして、聖マルコの代理人（procurator）のモロジーニ（Morosini）の目にとまり、サン・マルコ寺院のオーディションを受けるように薦められた。彼は、1784年に初めて応募するが、このときはアントニオ・スピネッリに敗れた。結局、彼は1787年10月13日にここに採用される。このときは、教会のコントラバス奏者5名の末席で、報酬は年に25ダカットだった。しかし、彼はすぐに首席コントラバス奏者となり、ロシア皇帝から地位を用意して招待を受けるにいたった。その招聘は断ったものの、これによって、彼の報酬は上がった。その頃には、彼は非常に有名になり、当時のコントラバス奏者としては異例のソロ演奏を行いはじめ、ヴェネツィア共和国に14人の君主が来訪した際に開催された音楽祭のディレクターに選出されるまでになった。ナポリ王妃カロリーヌは、彼のコンチェルトのひとつを特に高く評価した。
彼は、グランド・オペラの仕事でヴィチェンツァに赴いたが、そこで、当地の聖ペテロ修道院のベネディクト会の修道女から有名なガスパロ・ダ・サロ作のコントラバスを入手した。この楽器は、現在ではサン・マルコ寺院の博物館に収納されている。彼はロシア皇帝から新たな地位を提供されたが、聖マルコの代理人が報酬を50ダカット上乗せしたので、この招待も断った。聖マルコの代理人は、さらに、報酬を継続したままでロンドンの王立劇場に1年間行くことを認めた。それは3年間延長されたが、結局、ドラゴネッティはヴェネツィアがフランス支配を受けた1805年-1814年の間というごく短期間をのぞいてはヴェネツィアに帰ることはなかった。

### ロンドン 1794-1846

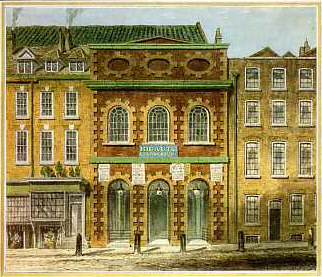
ドラゴネッティの時代の王立劇場

彼は1794年9月16日にヴェネツィアを離れ、1794年10月20日の王立劇場の初回リハーサルに参加し、1794年12月20日に、ジョヴァンニ・パイジエッロの作品であるオペラ『パルミーラのゼノビア』を演奏するオーケストラの一員として初出演した。数ヶ月の後には彼はロンドンでも大変有名になり、それ以降、人生の最後まで彼は脚光を浴び続けた。
その後、彼は王配アルバート公とリンスター公爵（Duke of Leinster）との親交を深めた。1816年から1842年の間に、彼はロンドン楽友協会（Royal Philharmonic Society）による42回の演奏会に出演した。イタリア・オペラ・オーケストラで、彼はチェロ奏者のロバート・リンドレーに出会い、親密になって、その後52年間共演を続けた。彼らのレパートリーでは、特にアルカンジェロ・コレッリのソナタを得意とした。
83歳のとき、彼はレスター・スクウェアにあった下宿で逝去し、1846年4月23日に聖マリア・ローマ・カトリック教会の墓所に埋葬され、1889年にウェンブレーのローマ・カトリック墓地に移された。ロンドンにおける彼の有名な友人は、ヴィンセント・ノヴェロ（Vincent Novello）とカルロ・ペーポリ伯爵（ベリーニ作曲のオペラ『清教徒』の台本家）である。

### ウィーン
1791年-1792年、ハイドンは、ドイツの音楽家で興行主だったヨハン・ペーター・ザーロモンからの提案を受けて、イギリスに渡って新しい交響曲を大編成のオーケストラで演奏することになった。この来訪は大きな成功を収め、彼の有名な作品がいくつも生まれた。このため、1794年-1795年に次の来訪が実現した。2回目の来訪で、ハイドンはドラゴネッティと出会い良き友人となった。ドラゴネッティは1799年にウィーンにいるハイドンのもとを訪れた。ドラゴネッティがベートーヴェンと親交があったことはよく知られているが、2人が出会ったのもこの初めてのウィーン来訪の間の出来事だった。
「ベートーヴェンはこの年、ほんのつかの間の出会いだったが、二人の知己を得た。この親交は後年に価値を生み出すことになる。ひとりは最高のコントラバス奏者として歴史に名を残すドメニコ・ドラゴネッティで、もうひとりは最高のピアニストのヨハン・バプティスト・クラマー（Johann Baptist Cramer）である。ドラゴネッティは驚異的技巧の名手だが、さらに、深く澄み渡るような音楽性を持っていたことでも知られている。彼は、手元の資料によれば1799年の春に、帰省していた故郷ヴェネツィアからロンドンに帰る道程でウィーンに立ち寄って、数週間を過ごした。そこで間もなく、彼とベートーヴェンとは出会った。両者にとってこの出会いは喜ばしいものだった。何年も後になって、ドラゴネッティは英国ブライトンのサミュエル・アップルビー殿にこう語った『ベートーヴェンは、新しい友人（ドラゴネッティ）が大きな楽器でチェロ曲を弾きこなせると聞いたので、ある朝、彼が部屋を訪れてきたとき、ソナタを聴きたいと望みを伝えた。そして、コントラバスを運んできて、チェロソナタ第2番Op.5-2を選んだ。ベートーヴェンは自分のパートを弾きながらも、目はパートナーに釘づけになり、最終楽章でアルペジオにさしかかると嬉しさのあまり興奮して、演奏を終えるや奏者のところに飛んで行って楽器ごと抱きしめた。』 その後の数年間、オーケストラの不運なコントラバス奏者は、その楽器に見出した能力と可能性を、ベートーヴェンは忘れていないことを何度も思い知らされた。」（セイヤー, 1967年）
今日でも、ベートーヴェンの交響曲のコントラバス・パートを修得することが、オーケストラの全コントラバス奏者に求められる能力の合格水準と考えられている。ドラゴネッティは、1808年-1809年、ウィーンに再び逗留した。2度目の逗留では、作曲家のジーモン・ゼヒター（Simon Sechter）と知己を得た。ジーモンは1824年に宮廷オルガン奏者になり、1851年にはウィーン音楽院の作曲の教授となる。彼はドラゴネッティのいくつかの演奏会向け小品にピアノ伴奏を書き、その後彼らは生涯にわたり連絡を取り合った。ドラゴネッティは1813年にみたびウィーンを訪れ、ベートーヴェンと再会した。ベートーヴェンは、初代ウェリントン侯爵アーサー・ウェルズリーがビトリアの戦いでナポレオン・ボナパルト率いるフランス軍を破った勝利を祝して、『ウェリントンの勝利』を書き上げたばかりだった。この作品の初演は、ベートーヴェンの交響曲第7番の初演と同時に、1813年12月8日大学の祝祭ホール（Festsaal）の演奏会で行われ、ドラゴネッティはコントラバスの首席奏者を務めた。

## 演奏スタイル
ドラゴネッティは恐るべき力とスタミナの持ち主として知られている。コントラバスがオーケストラのテンポを決めて結束させコンサートマスターを支える役割の場合においては彼の能力はとりわけ重視された。彼の手は大きく、指は長く幅広で、駒を高くして他の奏者の楽器に比べて指板と弦が2倍も離れている楽器が演奏できた。
大きな手は彼の肉体的に優れた素質だ:第1に、鍛冶屋の万力のごとく楽器の弦を握りつける驚くべき力に恵まれた。恵まれた五指は長く、大きく、敏捷で、演奏する各音符に合わせて曲げた親指もあわせて5本すべてが指板を上下した。（カッフィ, 1855）
当時では、この演奏法は標準から外れていた。ほとんどの奏者は、あるポジションに手を置いたとき、ひとつの音を人差し指で押さえ、もうひとつの音を他の3本の指を合わせて押さえて演奏していた。
ドラゴネッティの奏法は並外れて力強く、ひとつの逸話が残っている。ホテルに泊まったある夜、彼は深夜にバルコニーに出てコントラバスを最大音量で弾いた。翌朝、ホテルの宿泊客は口々に「嵐が聞こえたかい？」と問いかけ合ったという。
ドラゴネッティは家族を持たなかったが、等身大のマネキンをいくつか持っており、しばしば旅行にも持参した。数年間、彼の身近な連れ合いは犬のカルロだった。カルロは演奏中は椅子の下で眠り、時々テノールのソロの最中に目を覚ましてうなり声をあげていた。

## 楽器
ドラゴネッティは優れた芸術作品を愛した。彼は楽器のコレクターであり、また、スコア譜の原版や絵画など、芸術に関する作品のコレクターであった。彼が亡くなったときには、次の楽器が遺された:
ハイドンが存命当時の演奏に使われていたといわれるガスパロ・ダ・サロによる巨大なコントラバス・・・これは、現在はロンドンのヴィクトリア&アルバート美術館に保存されている。;マッジーニの コントラバス;ストラディバリウスのバイオリン（かつてパガニーニが使っていた）；ガスパロ・ダ・サロのバイオリン;2体のアマティのバイオリン;ラフォントのバイオリン;ストラディバリウスのバイオリンの複製；26本の無銘のバイオリン;ガスパロ・ダ・サロのビオラ;アマティのビオラ;ヒルのビオラ;5本の無銘のビオラ;6本のチェロ;大型のチェロ;3本のギター;2本のバソン;3本のフレンチ・ホルン。
これについてThe Contrabass Shoppeのウェブサイトにはこう記述されている:
「ドラゴネッティが有名なガスパロ・ダ・サロのコントラバスを所有するにいたった経緯には、いくつか諸説がある。フィオーナ・M・パルマーの書いた伝記 『英国のドメニコ・ドラゴネッティ』(Clarendon Press Oxford 1997)は魅力的で高く推奨できる作品だが、この中にある記述が一番もっともらしい。ドラゴネッティのソリストとしての芸術的な妙技は空前の素晴らしさだったので、ロンドンとモスクワの両方から魅力的な仕事の依頼が集まった。これらの依頼を断って ヴェネツィアの聖マルコ公爵領教会(かなり重要なオーケストラ)の首席奏者として留まる代償として、1791年の契約更新でドラゴネッティは金銭的な賞与を受け取った。
ドラゴネッティはまた、彼が暮らしたグランド・オペラで演奏するウィーンの聖ペテロ修道院にて、ベネディクト会の修道女から、ガスパロ・ダ・サロ(1542年-1609年)作の楽器を寄贈されたといわれる。パルマーによる伝記の中の、C.P.A.ベレンジが1906年に書いた記事についての脚注によると、その楽器はガスパロ・ダ・サロがヴィチェンツァの聖ペテロの修道士のために作ったもので、ドラゴネッティの契約を継続するために聖マルコの代理人達(procurators)によって寄贈された。」

## 作品
1795年にロンドンへ去るとき、ドラゴネッティは友人の元に多くの作品と原稿を残していった。その中には、『コントラバスの完全体系 (Complete system of the double bass)』や『コントラバス教則本』の他、多くの凝った課題や練習曲があった。しかし、彼が数年後にヴェネツィアに帰ったときには、それらは売り払われ、作者の元には戻らなかった。今日では、彼の多くの手紙、私的な書簡、作品、ソロ曲、原稿が大英図書館に収蔵されている。それには、ドラゴネッティから直接遺贈されたものもあり、ヴィンセント・ノヴェロen:Vincent Novelloが提供したものもあり、またオークションで購入されたものもある。

### 作品リスト
- アダージォとロンド イ長調 (コントラバスとオーケストラ)
- アンダンテとロンド(コントラバスと弦楽器)
- 協奏曲 イ長調 (コントラバスとオーケストラ)
- 協奏曲第5番 イ長調 (コントラバスとオーケストラ)
- グランド・アレグロ
- グランド・アレグロ (コントラバスとピアノ)
- メヌエットとアレグロ (コントラバスとピアノ)
- オペラ (コントラバスとピアノ)
- ソナタ (コントラバスとピアノ)
- アレグレット(コントラバスとピアノ)
- ソロ名曲 ホ短調 (コントラバスとピアノ)
- アダージョとロンド ハ長調  (コントラバスとピアノ)
- 協奏曲 ト長調(アンダンテ、アレグレット) (コントラバスとオーケストラ)
- セレナータ (コントラバスとピアノ)
- ソロ曲 ニ長調 (コントラバスとピアノ)